# Баскетбольне спортивне обладнання
Баскетбольний щит - стаціонарне спортивне обладнання, що використовується в баскетболі, мінібаскетболі (стритболі). Це прямокутна панель із жорстко закріпленим на ній баскетбольним кільцем з сіткою (кошик). Баскетбольний щит кріпиться на спеціальних конструкціях або опорах для фіксації його під час гри у нерухомому положенні. Конструкції, кільце, кріплення, опори та панель повинні бути особливо міцними і довговічними.
Стандарти
Міжнародна федерація баскетболу встановила розмір щита у 182х106 см (72х42 дюйма). Розмір стрітбольного щита - 105х80 см. Від нижнього краю щита до підлоги чи землі (рівня майданчика) повинно бути 290 см. На баскетбольному щиті над кошиком позначений прямокутник - розміром 61х46 см (24х18 дюймів) .
Кошик, в який потрапляє баскетбольний м'яч - це жорстке кільце (баскетбольне) обтягнуте звуженою донизу сіткою без дна яка закінчується трохи нижче нижнього краю щита. Баскетбольне кільце має бути 45,5 см (18 дюймів), 30-31 см (міні кільце для тренувань і дитячих майданчиків) по внутрішньому діаметру. Воно кріпиться на відстані 15 см від нижнього обріза щита і розташовується на висоті 305 см (10 футів) від землі (рівня підлоги). 
Спеціальні нерухомі опори на яких кріпиться баскетбольний щит називаються - баскетбольна стійка. У спортзалах або на універсальних майданчиках баскетбольний щит може кріпитися на рухомих конструкціях (опорах), які після гри піднімаються/приймаються з майданчика.
Вимоги до матеріалів, оформлення та детальні розміри баскетбольних щита, кошика, опор, інших конструкцій описані в спеціальній документації.